# هشدار اسکاتلندیارد: ۶ قتل بدون قاتل!
هشدار اسکاتلندیارد: ۶ قتل بدون قاتل! (فرانسوی: Allarme a Scotland Yard: 6 omicidi senza assassino!‎) یک فیلم جنایی به کارگردانی خسوس فرانکو است که در سال ۱۹۷۲ منتشر شد.

## گزیدهٔ بازیگران
- فرد ویلیامز
- هورست تاپرت
- ولفگانگ کیلینگ
- راینر بازدو
- الیسا مونتس
- باربارا روتینگ